# صندلی بارسلونا

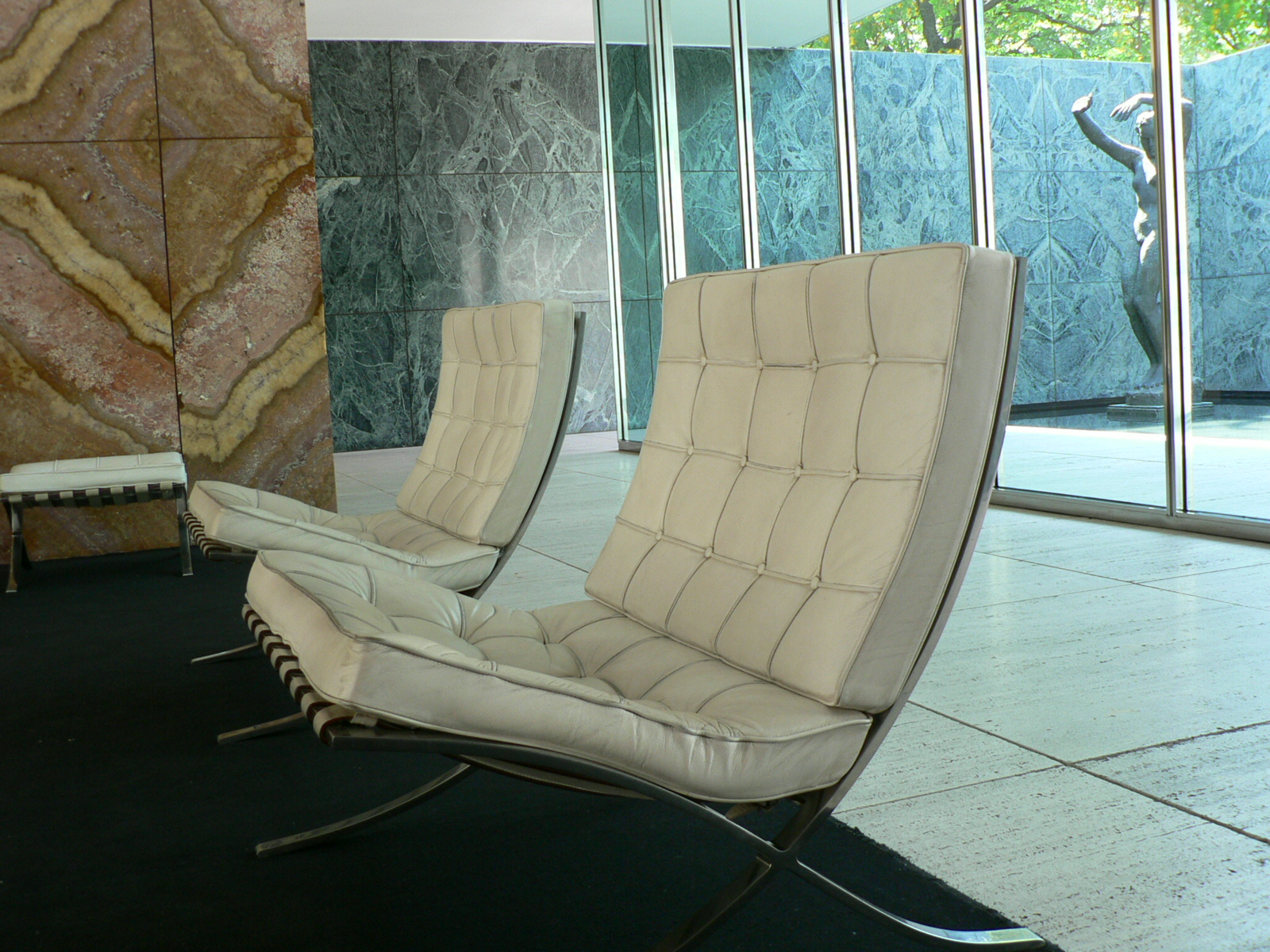
یک جفت صندلی بارسلونا در پاویون بارسلونا

صندلی بارسلونا (به انگلیسی: Barcelona Chair) توسط لودویگ میس فان در روهه، معمار معروف و لیلی رایش معمار آلمانی طراحی شده است. این صندلی در اصل برای غرفهٔ آلمان (پاویون بارسلونا) برای اکسپوی سال ۱۹۲۹ که در شهر بارسلونای اسپانیا برگزار می‌شد طراحی گردید. این صندلی برای اولین بار در ویلا توگندهات، یکی از کارهای برجستهٔ میس در شهر برنو کشور چک مورد استفاده قرار گرفت.